# 單果穀木
單果穀木（Memecylon ligustrifolium var. monocarpum）为野牡丹科穀木屬下的一个变种。

## 扩展阅读
- 維基物種上的相關：單果穀木